# Huayllapuquio (Lima)
Huayllapuquio es una localidad peruana ubicada en el distrito de Canta, perteneciente a la provincia homónima del departamento de Lima, al centro oeste del Perú. 

## Ubicación
Huayllapuquio se ubica al noreste de la provincia de Canta, en el distrito de Canta, en el departamento de Lima.

## Demografía
En 2017 Huayllapuquio tenía una población de 1 habitante y 1 vivienda.